# Загребелье (Гребёнковский район)
Загребелье (укр. Загребелля) — село, Слободо-Петровский сельский совет, Гребёнковский район, Полтавская область, Украина.
Код КОАТУУ — 5320884
В Полтавском областном архиве имеются церковные документы местечка Городище (Городовасильков) от которого в 1958 году отделилось Загребелье.

## Географическое положение
Село Загребелье находится на правом берегу реки Гнилая Оржица, выше по течению примыкает село Оржица, ниже по течению на расстоянии в 1 км расположено село Гулаковка, на противоположном берегу — город Гребёнка и село Корнеевка. Рядом проходит железная дорога, станция Оржица в 1-м км.